# Neohygrocybe ovina
Neohygrocybe ovina (Pierre Bulliard, 1793 ex Josef Herink, 1958), sin. Hygrocybe ovina (Pierre Bulliard, 1793 ex Robert Kühner, 1926), este o specie între timp destul de rară saprofită (s-a constatat însă recent că există probabil un fel de relație reciprocă între miceliul bureților și mușchii) de ciuperci necomestibile din încrengătura Basidiomycota în familia Hygrophoraceae și de genul Neohygrocybe. Un nume popular nu este cunoscut. În România, Basarabia și Bucovina de Nord se dezvoltă adesea imediat după o perioadă de ploaie, în grupuri mici și risipite pe pajiști acide, neameliorate, unde îngrășămintele artificiale nu sunt răspândite, uneori printre Calluna vulgaris, prin pășuni, parcuri, curți ale bisericilor, cimitire, dar, de asemenea, în poienile și pe marginile înierbate ale pădurilor de conifere. Timpul apariției este din august până în octombrie (noiembrie).

## Taxonomie

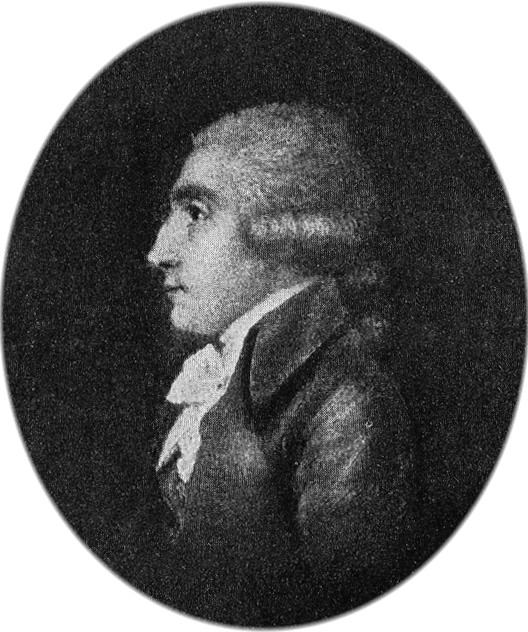
Pierre Bulliard

Numele binomial a fost determinat de savantul francez Pierre Bulliard drept Agaricus ovinus în volumul 13 al renumitei sale opere Herbier de la France ou, Collection complette des plantes indigenes de ce royaume din 1793.
Apoi, în 1926, micologul franco-german Robert Kühner a transferat specia corect la genul Hygrocybe sub păstrarea epitetului, de verificat în volumul 17 al jurnalului botanic Le Botaniste, un taxon folosit ca denumire de specie pe scară largă până în prezent.
Cercetările moleculare din 2014, bazate pe analiza cladistică a secvențelor de ADN, au confirmat însă că Hygrocybe ovina este o specie distinctă, dar nu aparține genului Hygrocybe în sens strict. De aceea, specia a fost mutată la genul înrudit, dar separat, Neohygrocybe, așa cum propusese deja din motive morfologice micologul ceh Josef Herink în volumul 1 al Sborník Severoceského Musea („Actele Muzeului Boemiei de Nord”) din 1958. Toate celelalte sinonime acceptate nu mai sunt folosite.
Epitetul specific este derivat din superlativul adjectivului latin (latină ovinus (ovilis)=de la oi, aparținând oilor, datorită locului de apariție comun cu cel al zăbovirea oilor.

## Descriere

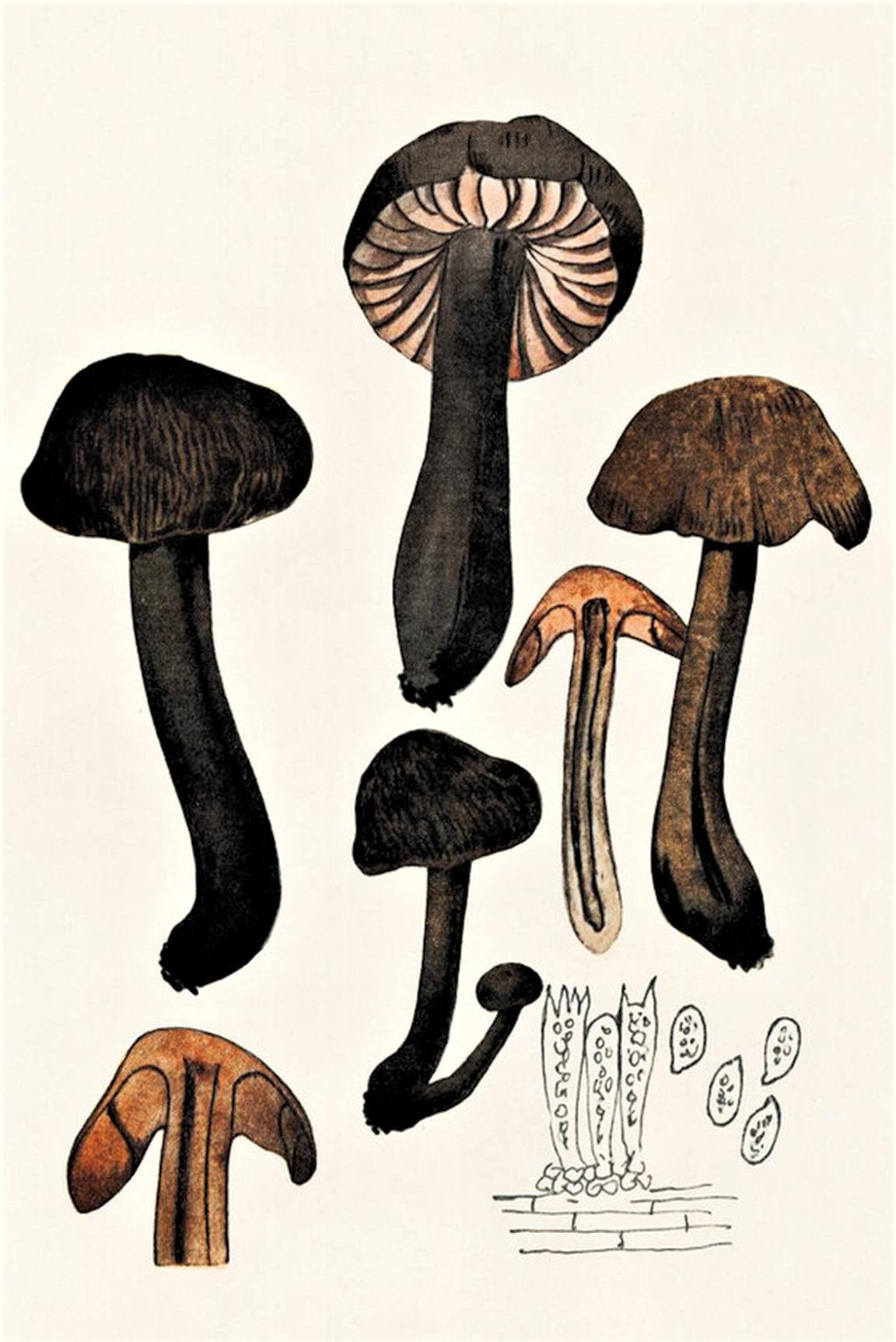
Bres.: Hygrophorus ovinus

- Pălăria: cu un diametru de 3-7 (9) cm, este subțire, higrofană, inițial semisferică sau campanulată cu marginea înrolată, devenind apoi neregulat conică sau larg convexă cu crăpături la margine. Cuticula uscată (doar în tinerețe slab umedă) originar netedă și mătăsoasă devine cu avansarea în vârstă fibroasă longitudinal, cicatricială și/sau scămoasă, fiind, de asemenea, străpunsă de găuri de viermi. Drept urmare, ciuperca apare adesea destul de jalnică. Coloritul poate fi gri-verzui, gri-brun, albastru-verzui (datorită higrofanității), gri-măsliniu brun-negricios, măsliniu-negricios până la aproape negru.
- Lamelele: uscate, spațiate, late și groase, cu lameluțe intercalate de lungime diferită, parțial interconectate între ele la bază, sunt doar slab adnate la picior, aproape libere. Coloritul gri sepia până la gri-maroniu, este de obicei semnificativ mai palid decât cel al suprafeței cuticulei. Muchiile aproape albicioase devin cu avansarea în vârstă nu rar ondulate.
- Piciorul: cu o lungime de 5-10 (12) cm și o grosime de 0,7-2,5 cm este higrofan, cilindric, comprimat lateral, fiind la început împăiat, apoi gol pe dinăuntru. Suprafața uscată poate fi netedă, dar adesea și slab brăzdată longitudinal. Coloritul variabil tinde între gri-verzui, maroniu, cenușiu-măsliniu, brun-negricios și albastru-negricios, fiind spre vârf brumat alb și cu un miceliu bazal tot alb. Nu prezintă un inel.
- Carnea: subțire, gri până la gri-brună care se decolorează în vârstă negricios, înroșește la atingere. Mirosul inițial imperceptibil devine cu timpul ușor nitros, iar exemplarele bătrâne pot mirosi foarte neplăcut, gustul nefiind distinctiv.[4][5]
- Caracteristici microscopice: are spori netezi, hialini (translucizi), neamilozi, nestrânși, elipsoidali până la alungit ovoidali cu un apendice hilar mare și obtuz, măsurând 6,5 (7) -9,5 (11) x 4,4 (6)-6 (7)  microni. Pulberea lor este albă. Basidiile clavate cu patru sterigme (uneori cu 4 și 2 spori amestecați) fiecare au o dimensiune de (45-60 x 7-9 microni. Pileipellis (cuticula) constă predominant dintr-o cută groasă de hife întinse până la ascendente, lungi de 40-50 µm și late de 2-7 µm cu multe elemente terminale libere, formând local smocuri trichodermale cu cheaguri mari sau pigmenți intracelulari, maro închiși sau umpluți uniform cu un astfel de pigment. Pseudocistide (hife asemănătoare cistidelor, de acea „pseudo”, care izvorăsc mult mai adânc în țesutul fungic interior) sunt absente sau împrăștiate, atunci de 10-12 µm lățime și cu o lungime de până la 70 µm cu conținut maro închis. Stipitipellis este o cutis cu hife de 2-5 µm lățime cu elemente terminale împrăștiate și erecte. Trama himenoforală sub-regulară este alcătuită din hife paralele. Cistide (elemente sterile situate în stratul himenal sau printre celulele din pielița pălăriei și a piciorului, probabil cu rol de excreție) și conexiuni cu cleme nu au fost descoperite.[11][1][12]
- Reacții chimice: carnea se decolorează în contact cu aerul roșu și cuticula nu prinde culoare în legătură cu Hidroxid de potasiu.[13]

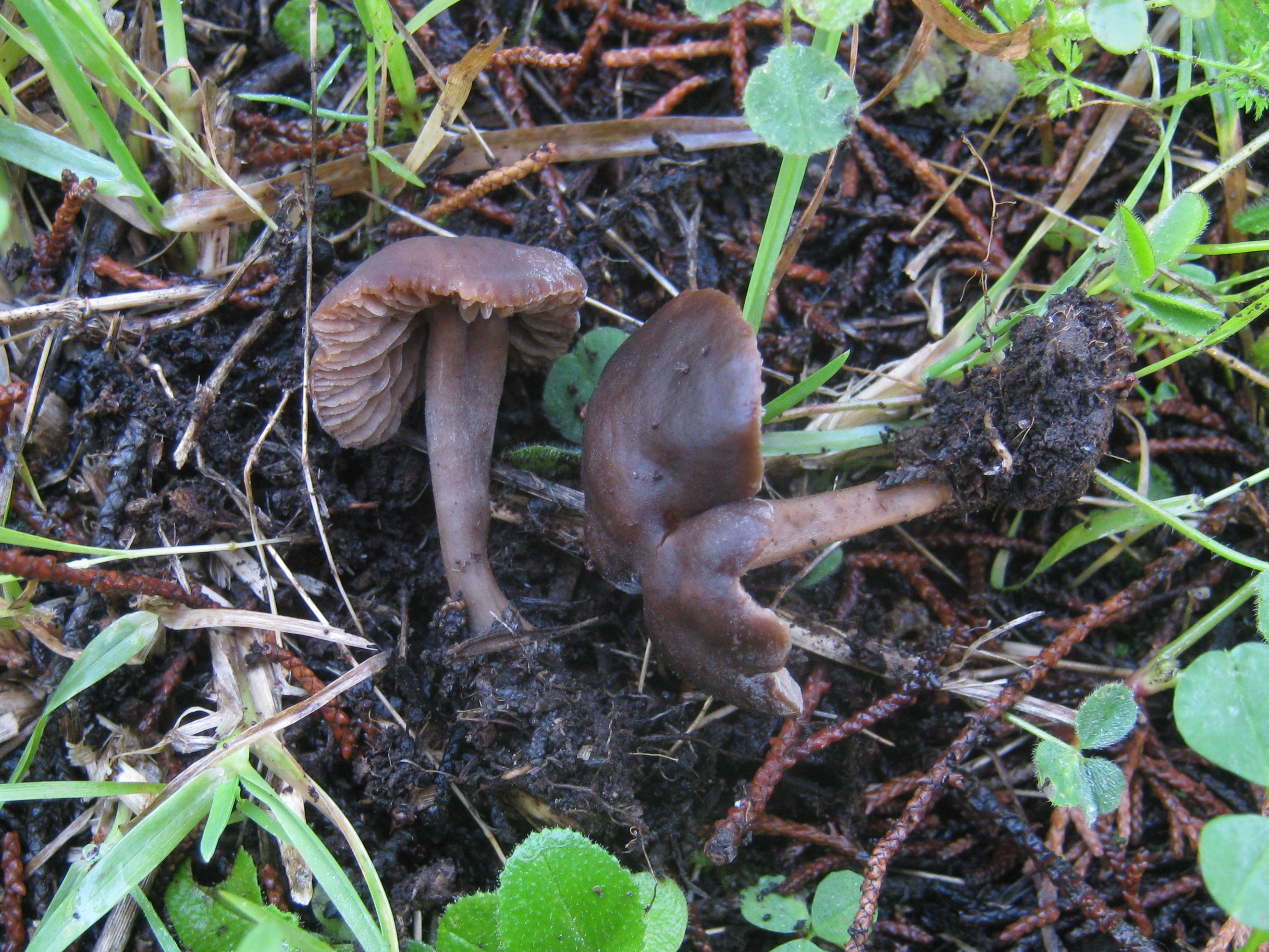
H. ovina în diverse stadii de evoluție

## Confuzii
Specia poate fi confundată de exemplu cu Gliophorus psittacinus sin. Hygrocybe psittacina, (fără valoare culinară, pălăria are diametru mai mic de 1-4 cm, foarte vâscoasă, cu un colorit verzui până la galben-verzui cu carne albă și nuanțe verzuie, miros imperceptibil și gust blând), Hygrocybe conica (otrăvitoare), Hygrocybe nigrescens (otrăvitoare, înnegrește la bătrânețe, leziune sau tăiere), Hygrocybe tristis (necomestibilă) + imagini Arhivat în 28 noiembrie 2023, la Wayback Machine., Hygrophorus camarophyllus (comestibil), Hygrophorus fulgineus (comestibil), Hygrophorus hypothejus (comestibil), Hygrophorus olivaceoalbus (comestibil) sau chiar și cu aproape letalele Inocybe bresadolae (otrăvitoare), Inocybe haemacta (otrăvitoare), respectiv Russula nigricans (comestibil, mai mare).

## Specii asemănătoare în imagini

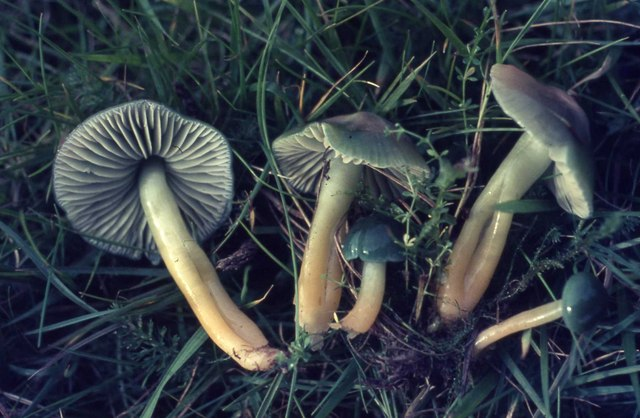
Gliophorus psittacinus
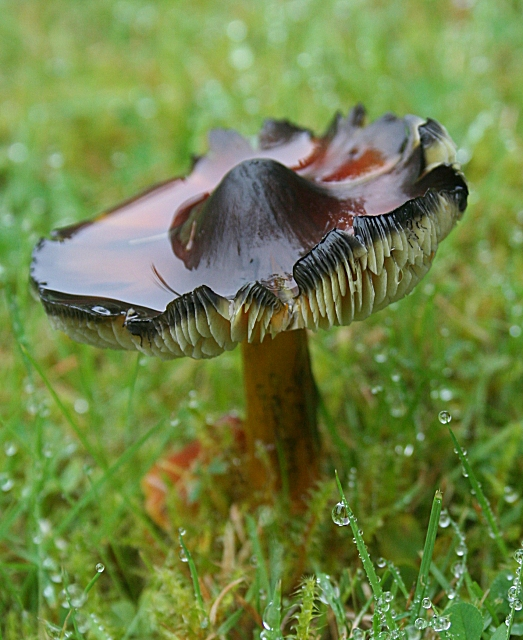
!!Hygrocybe conica!!
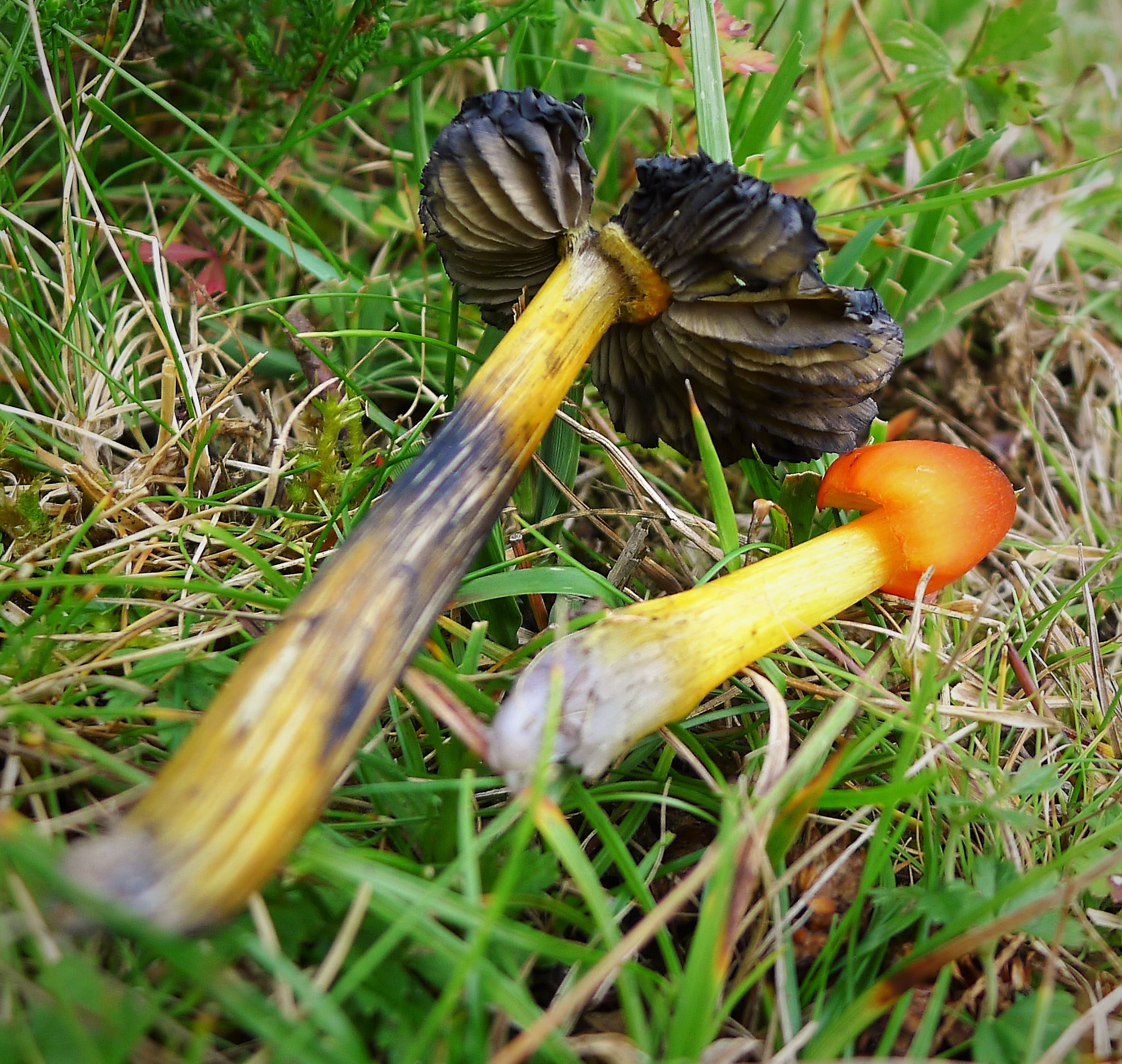
!!Hygrocybe nigrescens!!
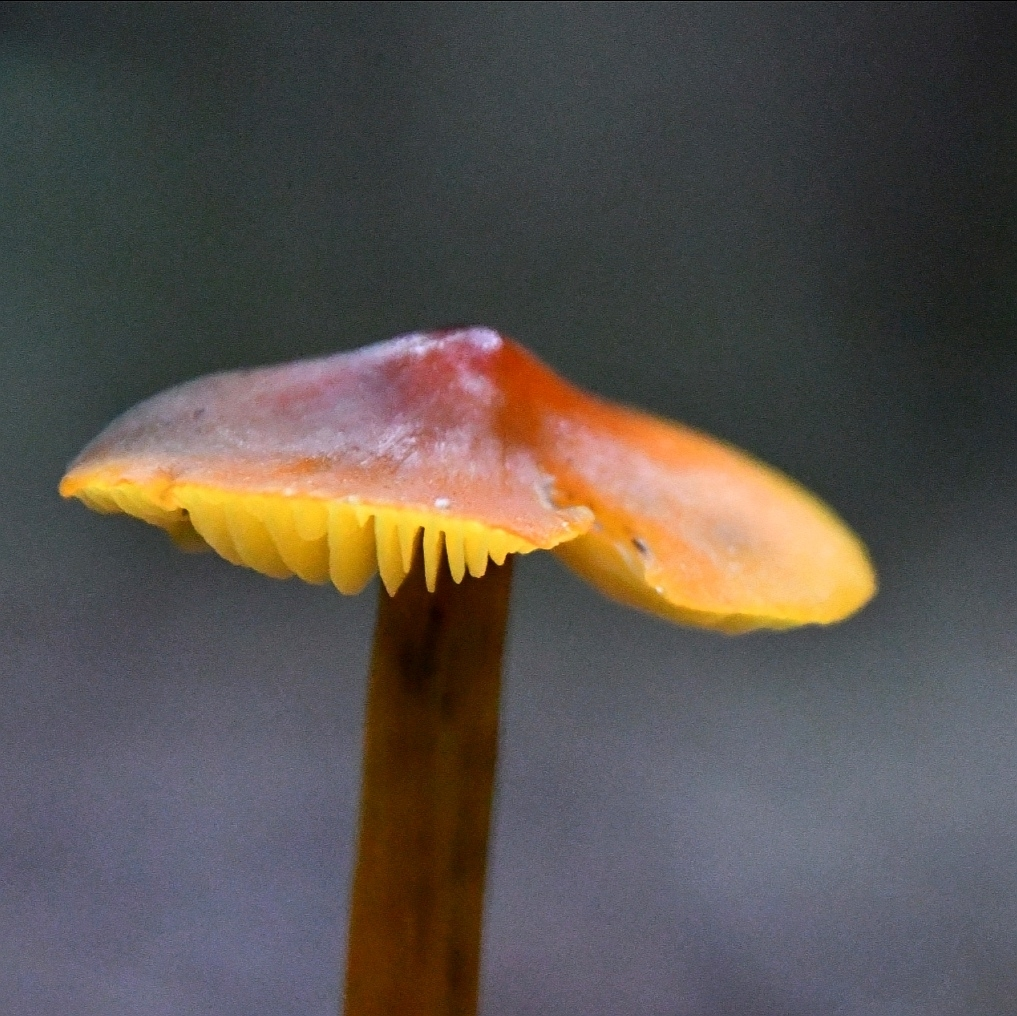
'!Hygrocybe tristis!
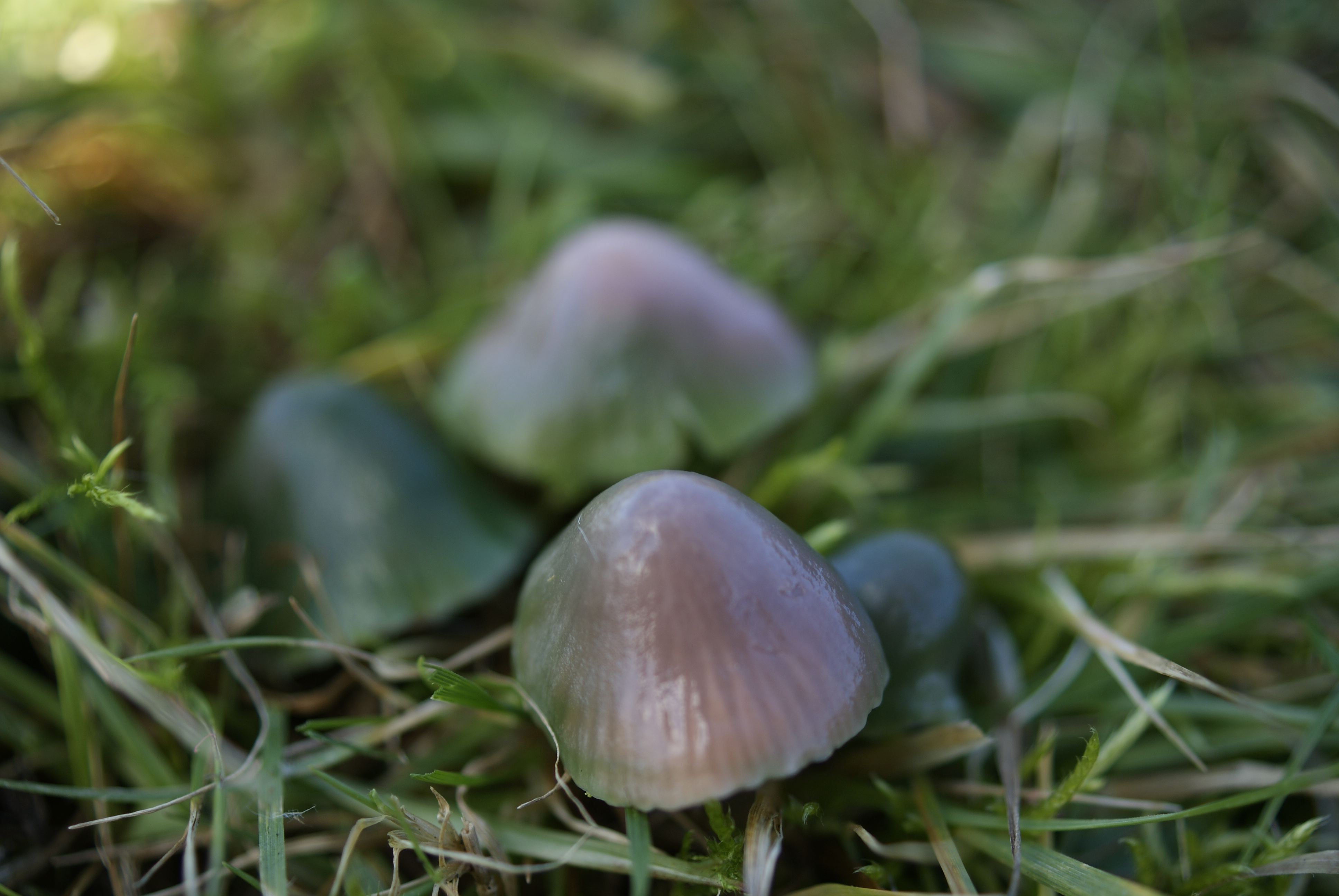
!Hygrocybe psittacina!
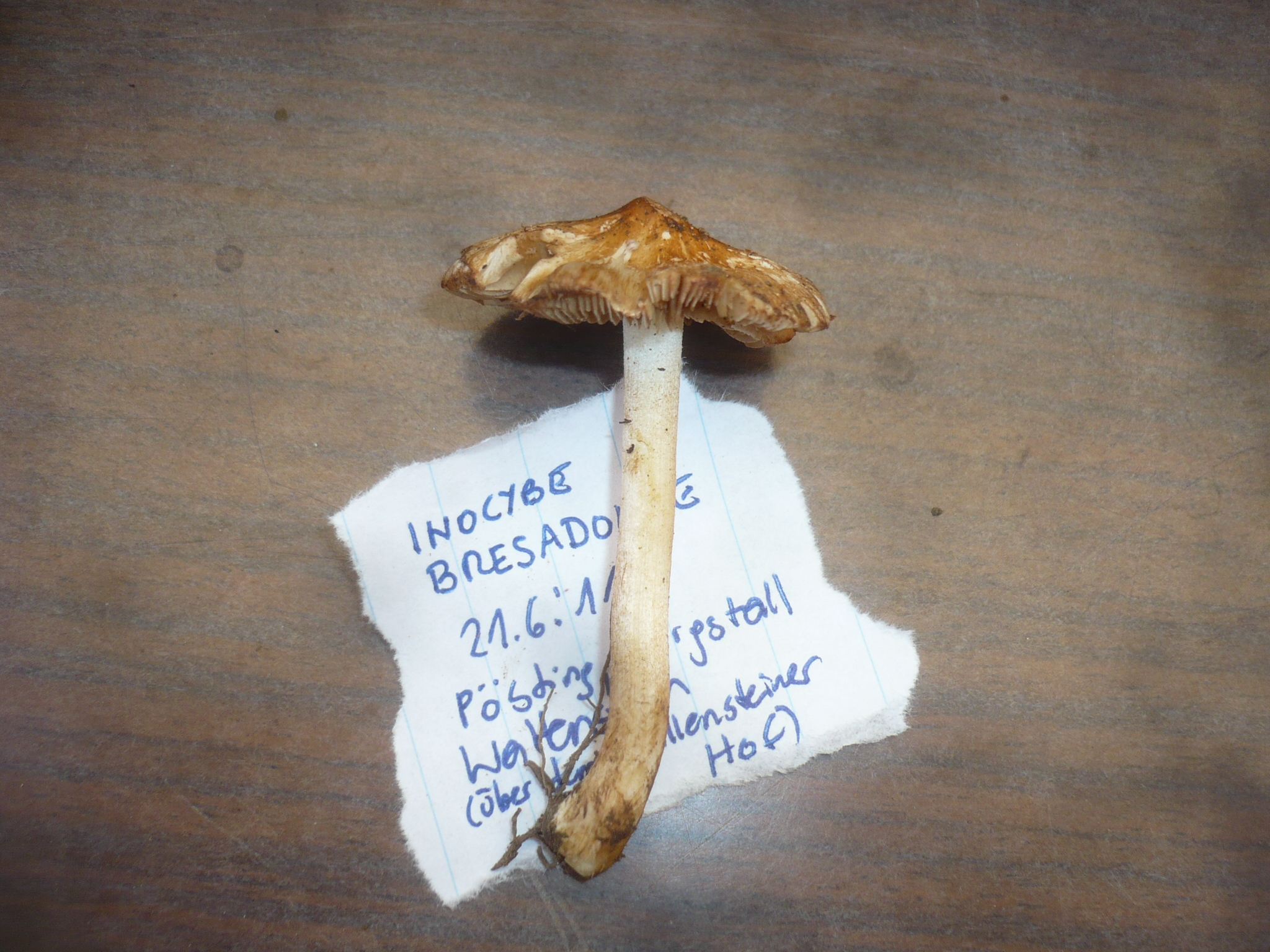
!!Inocybe bresadolae!!

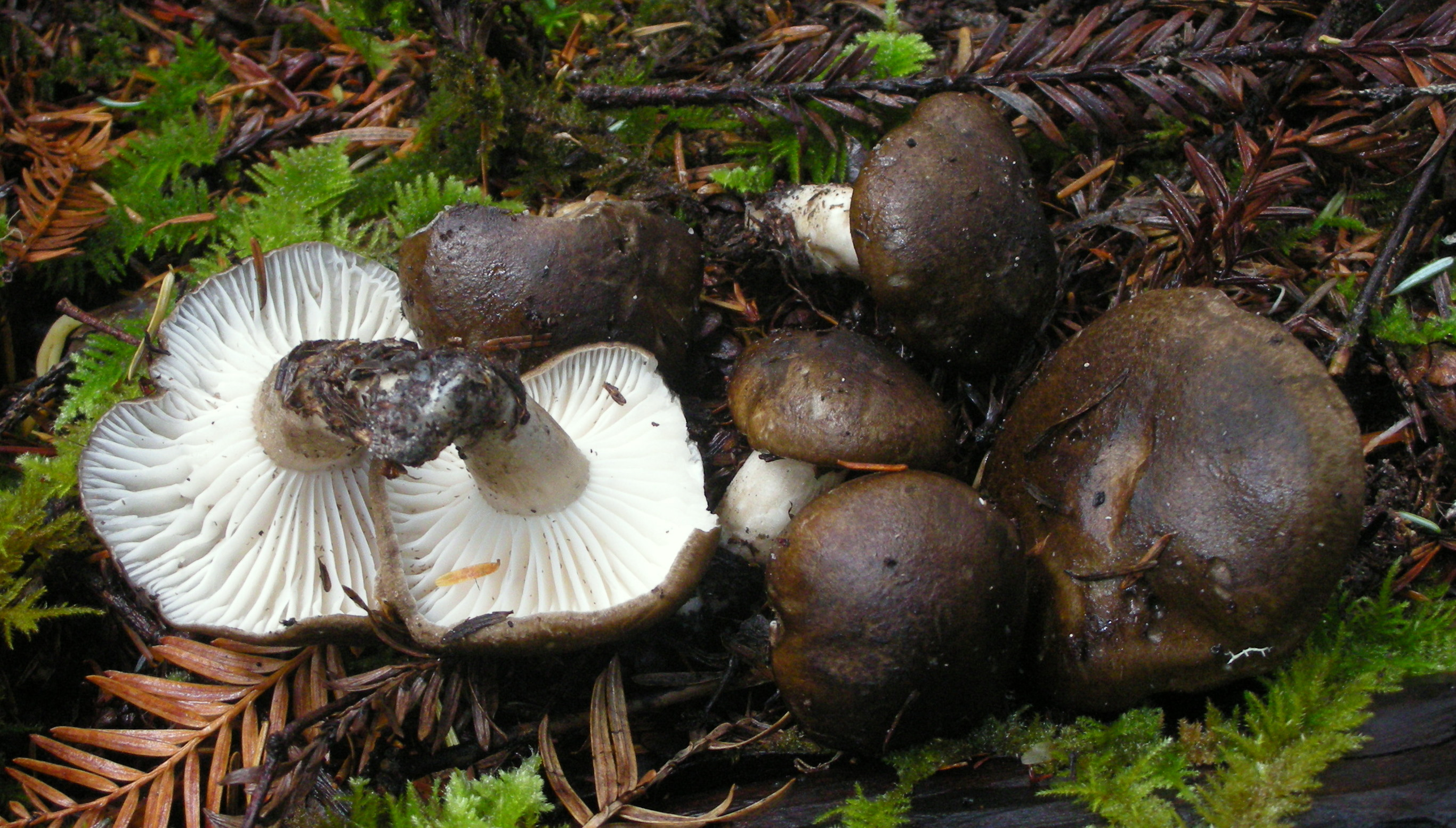
Hygrophorus camarophyllus
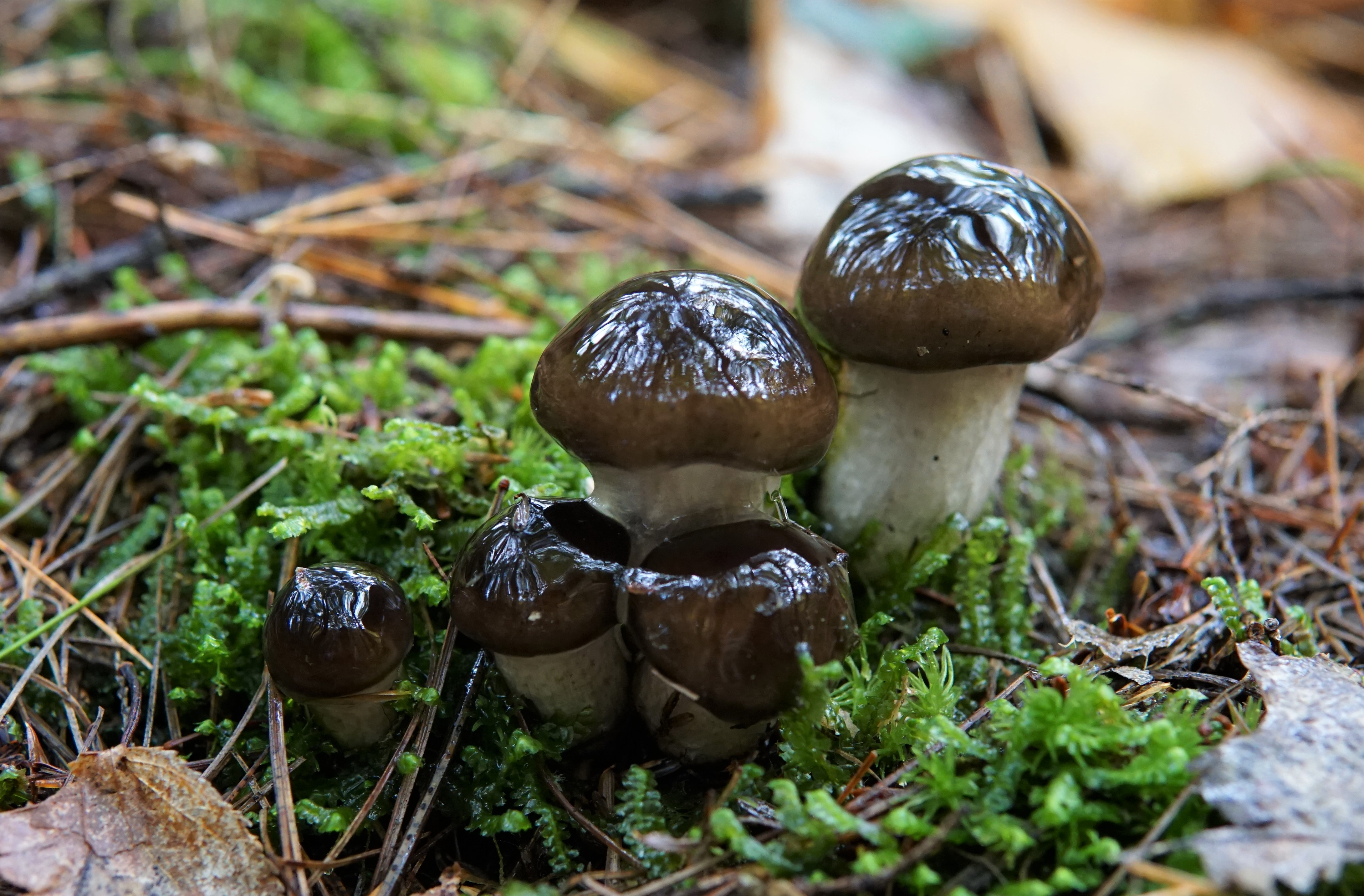
Hygrophorus fuligineus
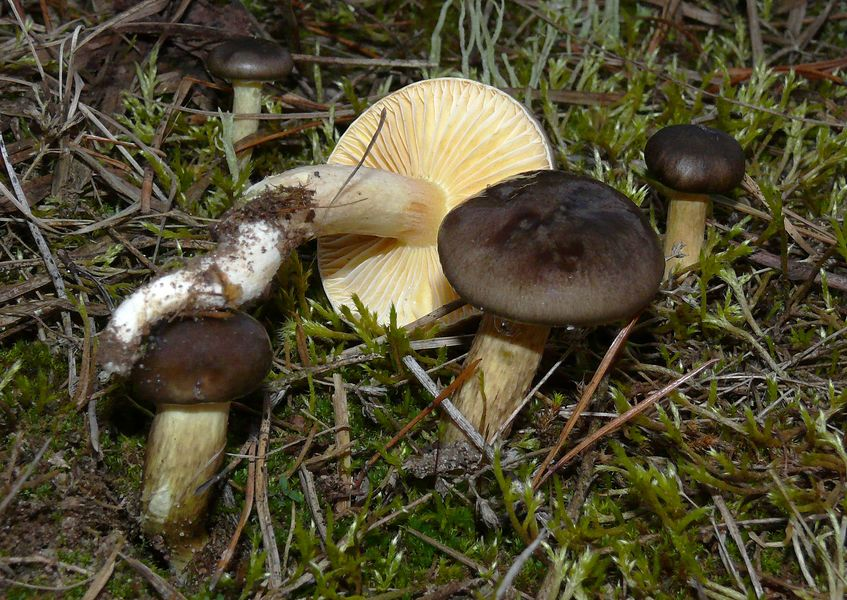
Hygrophorus hypothejus
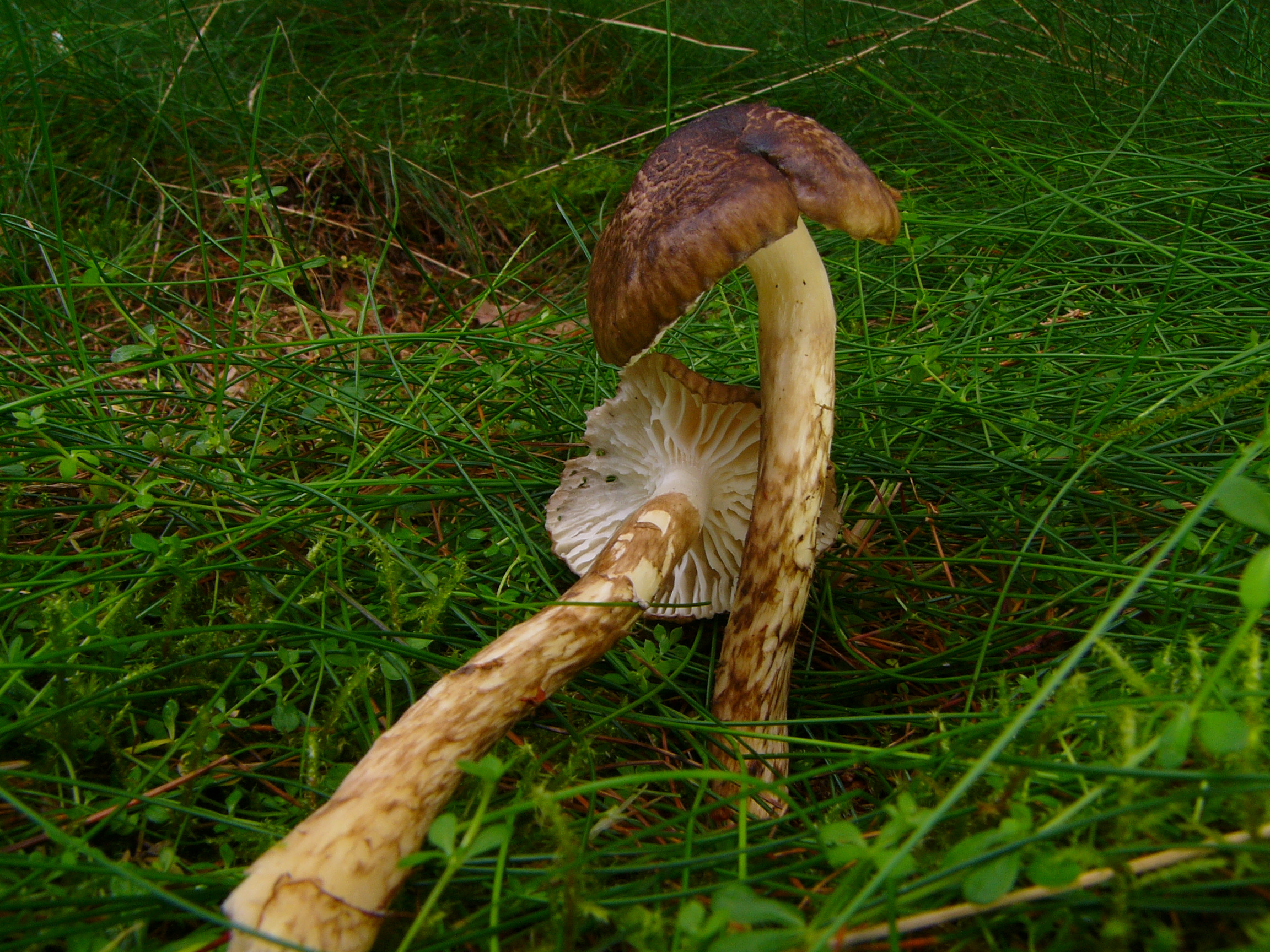
Hygrophorus olivaceoalbus
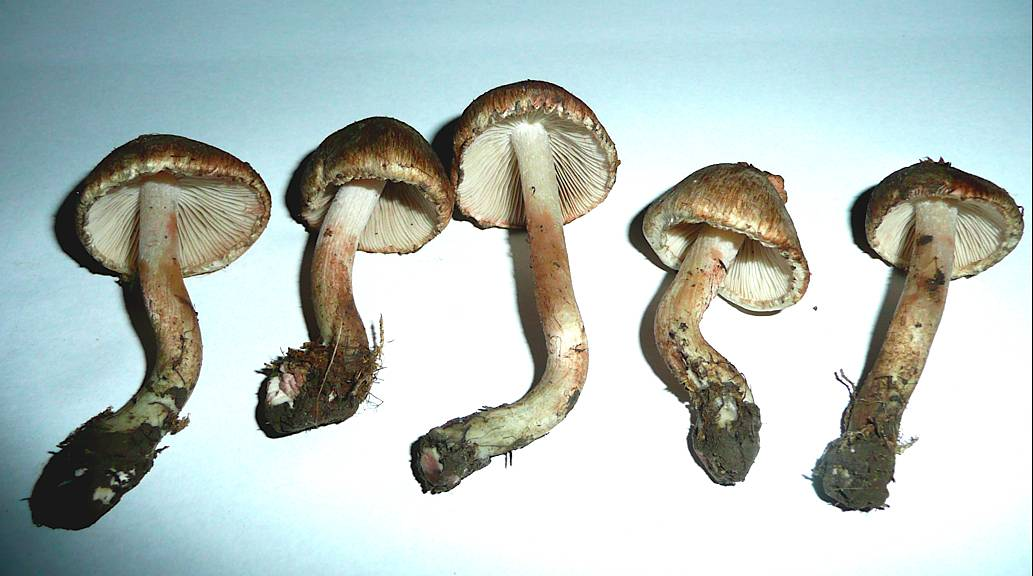
!!Inocybe haemacta!!
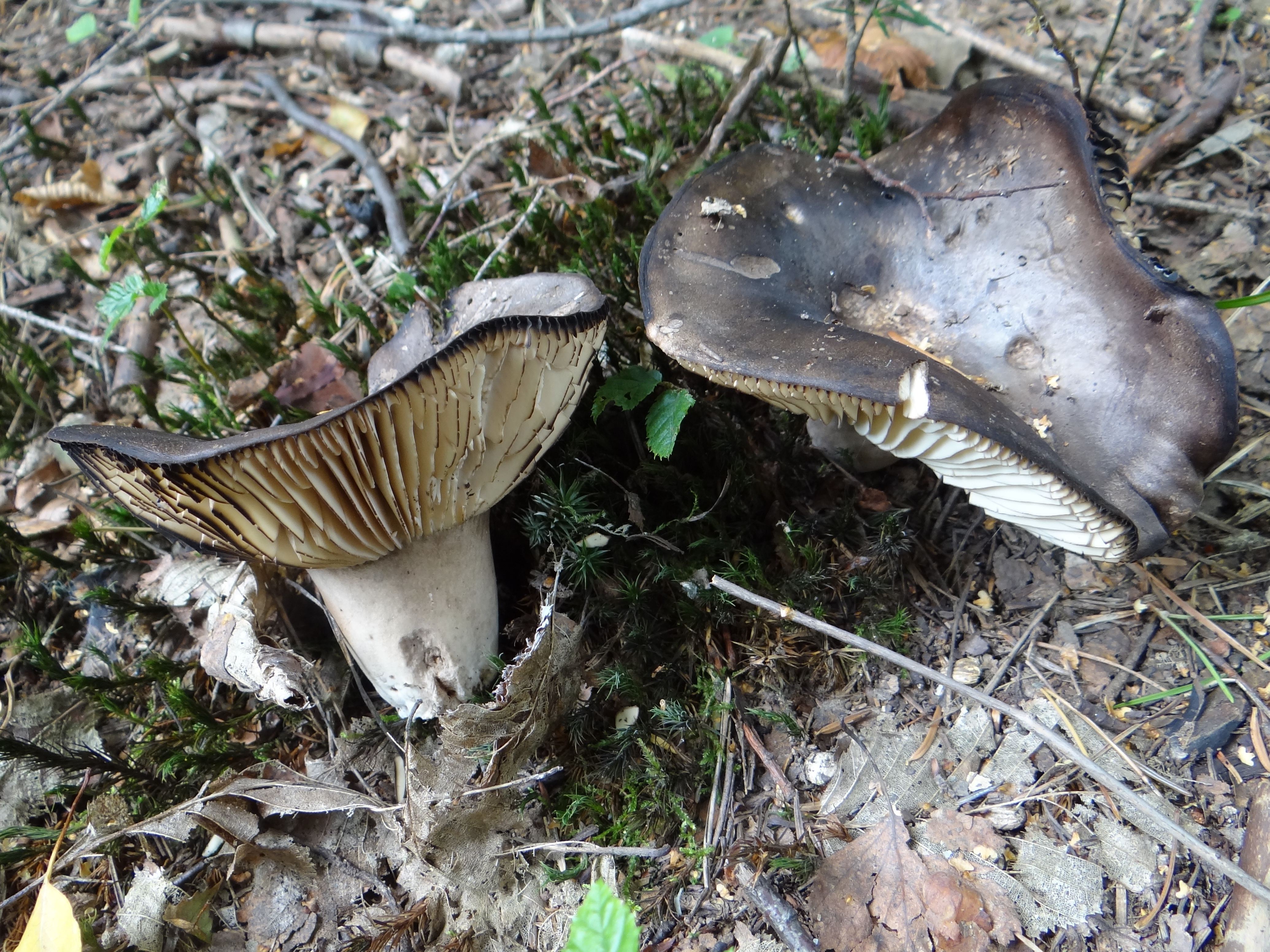
Russula nigricans

## Valorificare
Această specie nu este comestibilă din cauza cărnii numai puțin atrăgătoare și a mirosului neplăcut. În plus, micologul german Andreas Gminder o declară chiar singura otrăvitoare a acestui gen.